# Casalincontrada
Casalincontrada ist eine Gemeinde mit 2973 Einwohnern in Mittelitalien in der Region Abruzzen und gehört zur Provinz Chieti (CH).

## Nachbargemeinden
Casalincontrada grenzt an die Gemeinden Bucchianico, Chieti, Manoppello (PE), Roccamontepiano und Serramonacesca (PE).

## Weinbau
In der Gemeinde werden Reben der Sorte Montepulciano für den DOC-Wein Montepulciano d’Abruzzo angebaut.

## Persönlichkeiten
- Angelo De Luca (* 1904 in Casalincontrada; † 1975 in Chieti), Politiker, Mitglied des Senats und Minister
- Giuseppe Di Falco (* 1930), römisch-katholischer Geistlicher, Bischof von Sulmona-Valva